# جائزة أراغون الكبرى للدراجات النارية 2019
جائزة أراغون الكبرى للدراجات النارية 2019 هو سباق دراجات نارية أقيم بتاريخ 22 سبتمبر 2019 في حلبة آراغون، إسبانيا. كان الجولة الرابعة عشر من أصل 19 في سباق الجائزة الكبرى للدراجات النارية موسم 2019. فاز مارك ماركيث بفئة الموتو جي بي بينما جاء أندريا دوفيزيوسو في المركز الثاني وحصل على المركز الثالث جاك ميلر. فاز بفئة الموتو 2 براد بيندر.